# Palillero

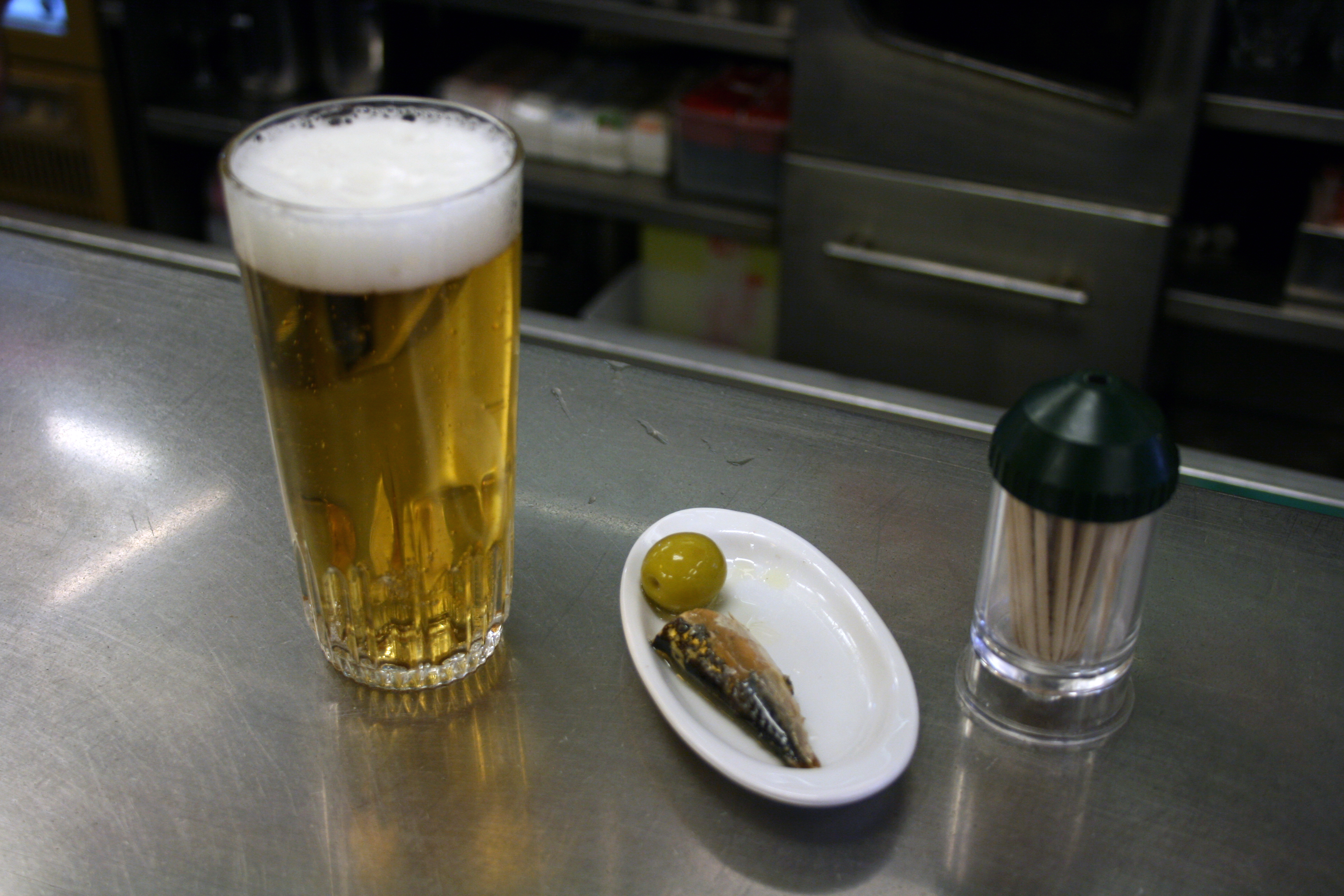
Cerveza, tapa y palillero.

Un palillero es un recipiente en el que se recogen los mondadientes dispuestos para su uso. 
Los palilleros se colocan sobre la mesa o en la barra de un bar o cafetería para utilizar los palillos cuando se sirve la comida. Como se considera poco adecuado utilizar los palillos para limpiar los dientes, suelen emplearse para ensartar aperitivos como aceitunas, beberechos y otros que por su pequeño tamaño son difíciles de pinchar con tenedor. 
El palillero consiste en un cubilete abierto por la parte superior con una altura ligeramente superior a la mitad del mondadientes dentro del cual se colocan los palillos. Un modelo más higiénico lo constituye una estructura cerrada con un orificio en la parte superior por el que se extraen los palillos. El agujero tiene el diámetro suficiente para que lo atraviese un solo palillo pero no el suficiente para que salga más de uno. Algunos diseños modernos proponen un sistema de palanca que al accionarla impulsa un palillo hacia el exterior. Se consideran los más higiénicos al no tener los mondadientes ningún contacto con el exterior.
También recibe el nombre de 'palillero' el mango o cálamo al que se sujeta un plumín de acero que se va mojando en la tinta para escribir.